# Mägo de Oz
Mägo de Oz es una banda española de folk metal fundada en Madrid el 7 de julio de 1988 por Txus di Fellatio. Consagrada como una de las bandas más reconocidas e importantes de heavy metal en español, a su vez siendo la más popular e influyente del folk metal hispano.
La banda saltó al éxito en 1998 con el álbum La leyenda de La Mancha, llegando a las listas de éxitos musicales de España con canciones como «Molinos de viento» o posteriormente, con su álbum Finisterra, «Fiesta pagana». La fama del grupo y su éxito, tanto en la prensa especializada como en los medios convencionales a nivel nacional e internacional, especialmente en los lineales de cintas de gasolinera y en Hispanoamérica, se hizo aún mayor tras la publicación del disco Gaia en 2003, siendo el primer trabajo de una trilogía conceptual completada con los discos Gaia II: La voz dormida en 2005 y Gaia III: Atlantia en 2010, de igual o mayor éxito.
Destaca mucho la escenografía de sus conciertos, que incorporan desde barcos piratas hasta catedrales medievales, pirotecnia y varias puestas en escena inéditas en el panorama actual del Metal en español como un miembro andante, así como la amplia temática lírica de sus composiciones, que varía en trasfondo, sea romántico, histórico, literatura, pagano, fantástico o de crítica política y social, muchas veces manejando historias conceptuales, o directamente sin sentido.
Desde 1998 (La Leyenda de la Mancha) hasta 2010 (Gaia III: Atlantia) es considerado como la época dorada de Mägo de Oz, siendo 2005 y 2006 (Gaia II: La Voz Dormida) el punto más alto de fama y reconocimiento de su historia.
En el 2008, se les entregó el disco de diamante por superar el millón de copias vendidas de toda su obra discográfica solamente en España. Se calcula que habrían vendido más de tres millones de discos entre España y Latinoamérica hasta el año 2013.
A lo largo de su carrera, Mägo de Oz ha sufrido numerosos cambios de integrantes, siendo Txus di Fellatio y Carlos Prieto «Mohamed», los únicos miembros originales que continúan en la banda.

## Historia

### Fundación (1988)

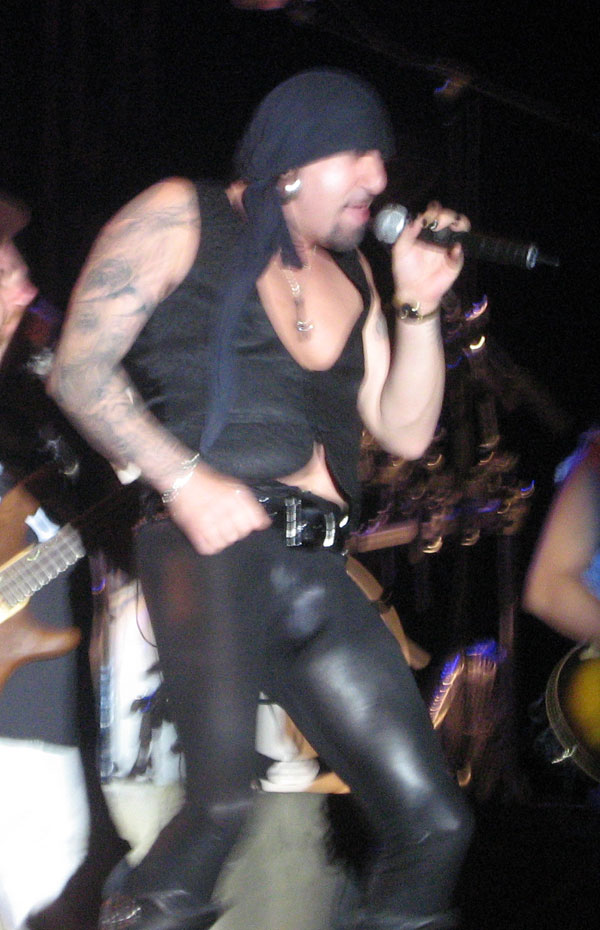
Txus di Fellatio en 2008.

Aunque Txus di Fellatio fue educado desde muy temprana edad para apreciar todo tipo de música, y en especial se sentía atraído por el heavy metal y la música celta, se había dedicado a su pasión por el fútbol, y desde 1980 jugaba en el Real Madrid. Sin embargo, sería a finales de 1988 cuando decidió alternar su carrera de futbolista con la música y, en compañía de Juanma, Pedro y David, formaron Mägo de Oz, que en su momento el nombre elegido para la banda sería Transilvannia666, siendo una forma de honrar a sus ídolos, los ingleses Iron Maiden. De hecho, yendo a ver a este grupo británico al festival de Donington, Txus conoció a Óscar Sancho (Lujuria).
Muy pronto cambiaron el nombre por el definitivo Mägo de Oz. Según comenta el propio Txus: 

"Elegí este nombre porque, como en la película, la vida es un camino de baldosas amarillas, en el que caminamos en compañía de otros buscando nuestros sueños".
Conversaciones con Mägo de Oz: por el camino de las baldosas amarillas (en la tierra de Oz), Fernando Galicia Poblet (2003)

Y es así como la primera formación de la banda se da con Juanma en voz y guitarra rítmica, Pedro en la guitarra solista, David en el bajo, y Txus a la batería y composición. Desde esta época y hasta el día de hoy, Txus es quien compone la inmensa mayoría de las canciones.

### Primeros años y maquetas (1989-1993)
En 1989 graban su primera maqueta, denominada ¿Y qué más da?, que contiene tres temas con un marcado estilo urbano-sinfónico, cuyos títulos son «Para ella», «Y qué más da» y «Rompe las barreras». Junto con estos tres temas propios, Mägo de Oz crea un repertorio basado en temas de bandas como Tequila, Asfalto, Topo e Iron Butterfly, con los que trabajan en su primer local de ensayo situado en Fuencarral (Madrid). A esto ayuda que Txus, Juanma y Pedro viviesen en el barrio madrileño Virgen de Begoña.
En ese mismo año Mägo de Oz hace su primera actuación importante, que tuvo lugar en Segovia, y pertenecía a la programación de las fiestas del Partido Comunista de España en dicha ciudad, junto a Lujuria y la extinta banda Dama Feudal.
En el invierno de 1989, Mägo de Oz ficha a 2 nuevos miembros, Chema (guitarra solista y compañero de Txus en el Real Madrid) y un teclista, llamado Alfonso. El sonido de Mägo de Oz se endurece considerablemente y acerca su estilo a grupos de heavy metal de esa época como Hiroshima y Bon Jovi.
Los ya desaparecidos estudios Kirios les graban totalmente gratis su segunda maqueta llamada Canción de cuna para un bohemio. En esta nueva entrega aparecen los siguientes temas: «Lágrimas de guitarra», «Mirando tras unos cristales», «Solo en la ciudad» y «Canción de cuna para un bohemio», tema que más tarde se denominaría «Mägo de Oz». Semanas antes de entrar al estudio, la banda prescinde de su bajista David y tras varias audiciones, el puesto es para Salvador Rogelio García, más conocido como "Salva", principal compositor de "El lago" y "Canción de cuna para un bohemio", rebautizada más tarde como "Mago de Oz".
Durante ese año, Mägo de Oz realiza conciertos por todo Madrid, pero Txus sigue volcado más en el fútbol (acababa de firmar un contrato con un equipo de 1.ª división de fútbol sala), razón por la que la banda era para él algo muy secundario en su orden de preferencias.
En 1992 la banda por tercera vez entra a un estudio para grabar otra maqueta. Txus necesitaba un violín para el tema «El Tango del donante», una canción irónica en la que Txus mezclaba el rock con un tango argentino, por lo que llama a un viejo amigo del instituto llamado Carlos Prieto, al que todos apodan "Mohamed", el cual le introducirá a la banda el sonido de violín que ha caracterizado al grupo hasta el día de hoy. El resultado fue asombroso, y Mohamed decidió no abandonar la banda, ante la insistencia de Txus; hasta hoy es uno de los miembros más icónicos del grupo. Según cuenta en su biografía, Txus le preguntó al violinista si sabía alguna melodía folk, a lo que Mohamed sonrió y empezó a tocar «Sueños diabólicos», canción de estilo folk que aparecía por primera vez en el recopilatorio The Best Oz en el 2006. Así, en esta maqueta Mohamed interpreta otro tema instrumental de violín, «Gerdúndula». Finalmente, la maqueta se produce con el nombre de Con la cabeza bien alta, y estaba conformada por los temas «Maruja», «Rock Kaki Rock», «Gerdúndula», «Para ella» (versión 1992), «El tango del donante» y «No seas pesá».
Este mismo año, Alfonso, a cargo de los teclados, abandona la formación siguiendo el deseo expreso de Mohamed. A su vez, Entra en escena un experimentado guitarrista llamada Charlie que dará más dureza a las nuevas composiciones.
En 1993 se uniría a la formación Tony Corral, un saxofonista, para algunas canciones que la banda tenía planeadas. Así Mägo de Oz graba su cuarta y última maqueta. Los temas elegidos fueron: «T'esnucaré contra'l bidé», «Lo que el viento se dejó» (cantada por Txus y dedicada al entonces presidente del gobierno, Felipe González), «Nena», «El lago» y «Por ti cariño». Esta maqueta tuvo un rotundo éxito por los circuitos underground de Madrid. Esto les lleva participar en el concurso Villa de Madrid, quedando finalistas del mismo. Txus abandona definitivamente el fútbol para dedicar su esfuerzo y energía a Mägo de Oz, siendo el primer paso pedir prestado a su padre un millón y medio de las antiguas pesetas para autoproducirse su primer disco, una suma de dinero que tardarían cuatro años en devolver.
Antes de grabar este disco, Chema deja el grupo para dedicarse en pleno a sus estudios en Derecho, por lo que Charlie lleva al local al guitarrista de nombre Juan Carlos Marín, apodado "Carlitos". No hizo falta mucho para que el nuevo guitarrista se adaptara al grupo. Así, la formación para este año contaría de Juanma en la voz, Carlitos en la guitarra rítmica, Charlie en la guitarra solista, Salva en el bajo, Txus en la batería, Tony Corral en el saxofón y Mohamed en el violín. Para ese momento Mägo de Oz es invitado a tocar en la Exposición de Sevilla ante más de 100.000 personas, siendo el concierto un éxito rotundo.

### Mägo de Oz 1994
A mediados de 1994, y durante un mes entero, se dedican a grabar el que será su primer disco de estudio, de nombre homónimo a la banda, aunque a mitad de la grabación de este, el guitarrista Charlie abandona la banda por problemas personales, por lo que Chema regresa por segunda vez y Carlitos pasa a encargarse de la guitarra solista. El disco, Mägo de Oz inicialmente lanzado el 15 de junio de 1994, no tuvo mucho éxito (no más de 150 copias vendidas en el primer año), debido principalmente a su mala distribución. Esta época negra de Mägo de Oz provocó la salida definitiva de Juanma, Chema y Tony.

### Llegada de José Andrëa y Frank,Jesús de ChamberíyLa Bruja(1995-1997)

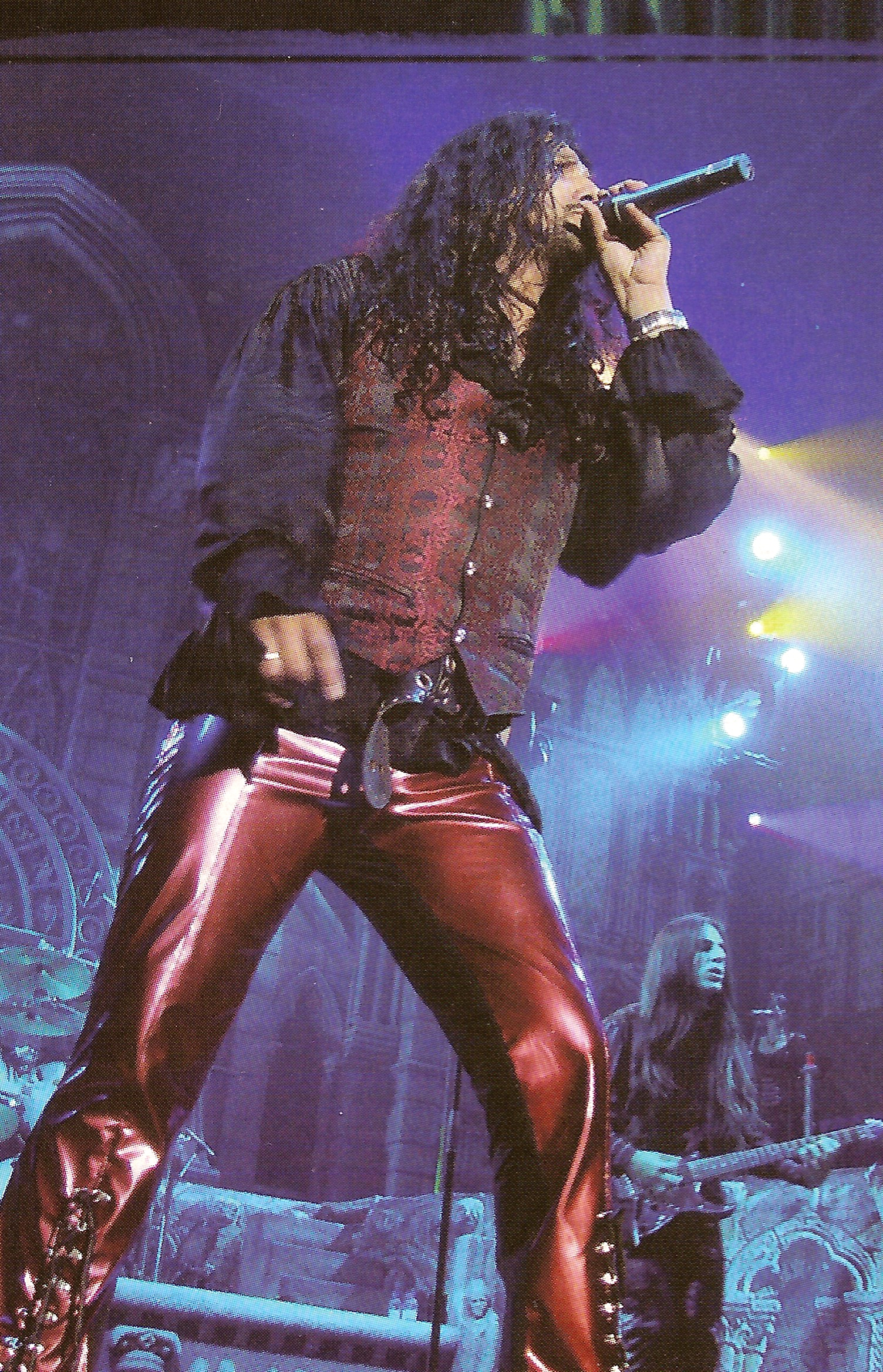
José Andrëa cantando en vivo en Barakaldo D.F.

En 1995 en vistas de la ausencia de un vocalista, se une a la formación el artista Auri, aunque solo grabaría unas maquetas del disco antes de una rápida salida del grupo. Txus, en busca de un nuevo vocalista, visita una academia de música, donde pide que le sea presentado algún joven talentoso. Es allí donde Txus conoce a José Andrëa (José Mario Martínez Arroyo) quién era el maestro a quien le había pedido el favor, este pasaría a ser el vocalista; estando Carlitos en la guitarra solista, Frank en guitarra rítmica y acústica, Salva en el bajo, Mohamed en el violín y Txus en la batería. Esta es para la mayoría de los fans la formación clásica de la banda.
El mismo año empiezan a grabar el disco Jesús de Chamberí que era una ópera rock producida por Alberto Plaza y Mägo de Oz, editado por la compañía discográfica Locomotive Music y publicado el 3 de octubre. Este fue el primer álbum conceptual de la banda, el cual narra una historia escrita por Txus. En este nuevo trabajo, Mägo de Oz acerca su música a un rock más maduro y más heavy, sonido que populariza a la banda. Ya en 1997, el grupo graba de nuevo cinco canciones de su primer trabajo, esta vez con José en la voz; dicho trabajo que se publicó con el nombre de La bruja, reconocido hasta hoy por su portada del artista Gaboni, donde se puede apreciar a una bruja que está tocando el violín. Dicho dibujo se ha vuelto un icono reconocido entre los seguidores y la misma banda, apareciendo de nuevo en algunas de las portadas de discos posteriores (en su mayoría, también a manos de Gaboni).

### Catapulta al éxito,La Leyenda de la ManchayFinisterra(1998-2002)
En 1998 graban el disco conceptual La leyenda de La Mancha, inspirados por la novela de Miguel de Cervantes Don Quijote de la Mancha. Allí se cuenta la historia de Don Quijote de una forma peculiar, mostrándolo con estilo roquero y un poco más demente que el original. El quinto tema de este álbum, «Molinos de viento», fue un rotundo éxito, por lo que posteriormente fue lanzado como un sencillo en 2002 junto a un videoclip. Posteriormente, la banda programa dos giras, en una de las que por primera vez visitan el continente americano. Las giras son en torno a este álbum y fueron tituladas «De ida y vuelta de Rocinante tour» y «Molinos de viento en América».
Tras un año de producción, el 7 de octubre de 2000 lanzan su quinto álbum de estudio, siendo su primer disco doble, que lleva por título Finisterra. En este álbum se logra oír un sonido más maduro y con muchos más arreglos que en sus trabajos anteriores. La temática del disco fue una mini novela escrita por el líder y baterista el grupo, Txus di Fellatio, evocando un sentido mítico. Finisterra se convirtió en el disco más vendido en Madrid en una semana. Para esta producción se incorporaron al grupo Sergio Cisneros «Kiskilla» a los teclados y Fernando Ponce a los vientos. El primer sencillo de este disco fue «Fiesta pagana» al que posteriormente se le haría videoclip, el segundo sencillo lanzado es «El que quiera entender, que entienda» y el tercero es «La danza del fuego». Junto al este último, se lanza un cómic de Gaboni titulado Cuentos de Satania basado en la historia conceptual del álbum. La gira promocional de este disco se llamó «Santiago y vuelca España Tour».

### Primeros directos (2002-2003)
En octubre de 2002 lanzan un álbum en directo que recoge los temas interpretados durante la gira, titulado Fölktergeist, el cual se grabó en las Fiestas del Pilar, en Zaragoza (en la carpa «Interpeñas», en aquel entonces situada en el Recinto Ferial de la calle Miguel Servet de la ciudad). Debido al éxito de la gira y el disco, la banda se embarca en otra gira llamada Apechugando Tour, del cual se edita un DVD, publicado en 2003, llamado A Costa da Rock, grabado en la villa coruñesa de Cedeira y con una de las primeras escenografías de su historia: un cementerio. Esta gira fue una gran innovación a nivel de espectáculo en España, donde los grandes montajes escénicos aún no habían llegado. Tras el concierto de Aranjuez del 4 de septiembre de 2002, Salva decide abandonar el grupo debido a problemas con Txus, sustituyéndole el bajista Sergio Martínez, exmiembro de Ankhara.
La formación tras esta etapa, y que perduraría hasta 2004, tenía a José Andrëa como vocalista, Carlitos en la guitarra solista, Frank en la guitarra rítmica, Sergio Martínez en el bajo, Mohamed en el violín, Fernando Ponce en la flauta traversa, whistle y pito castellano, Kiskilla en los teclados, sintetizadores y acordeón y Txus en la batería.

### Inicio de la trilogíaGaiayBelfast(2003-2004)
En el año 2003 se embarcan en el proyecto de realizar tres álbumes conceptuales que compondrán una trilogía titulada Gaia, título en referencia a la hipótesis de Gaia. El primero de los álbumes fue titulado Gaia. En este disco se puede notar una composición más madura por parte del grupo que en sus trabajos anteriores, donde se le da más importancia a los violines, violas, flautas y teclados, relegando a las guitarras a un segundo plano. El álbum maneja tres hilos argumentales, todos de la mano de Txus. En el primero de ellos se cuenta la historia póstuma de una chica condenada a la silla eléctrica y de nombre Alma Echegaray; en el segundo el protagonista es el conquistador español Pedro Alcázar que se embarca en una expedición de 508 hombres, comandada por Hernán Cortés (año 1519); y en el tercero, y un poco más difuso que los otros dos, se relata la conquista de los españoles a las culturas Azteca y Maya, en el disco se relata que soldados españoles violan a mujeres y asesinaban o esclavizaban a los hombres indígenas.
La banda viajó a Norteamérica para empaparse sobre la cultura indígena, para poder así escribir sus canciones de una forma más «personal» y «argumentada». De este disco se extrajeron los sencillos «La costa del silencio», «La rosa de los vientos» y «El atrapasueños», y posteriormente se le grabaron videoclip a los dos primeros. Dicha producción supuso la llegada de la banda a las emisoras más comerciales, como por ejemplo, cuando alcanzaron el puesto número 1 en los 40 Principales el 24 de enero del 2004 con «La costa del silencio». También obtuvieron premios por ventas sobresalientes. Su gira, titulada «Se hará como se pueda... y encima llueve Tour» del 2003 les llevó por toda España y América con un enorme barco pirata a modo de escenografía, llenando lugares tan emblemáticos como la Plaza de Toros de Las Ventas.
En 2004, la banda regresa al estudio a grabar su séptimo álbum titulado Belfast. Este disco es, según ellos, «un recreo donde jugamos a ser Elvis, Whitesnake, Deep Purple...», pues está compuesto de versiones de bandas clásicas de rock, además de algunas versiones diferentes de canciones propias. También estuvo a cargo de Locomotive Music y fue producido por Sergio Marcos.
El 20 de mayo de ese mismo año, Juan Carlos Marín «Carlitos» es operado (con un mes de convalecencia) de un ganglio que le estaba afectando los huesos de la mano, por lo cual Jorge Salán entra en su reemplazo durante tres conciertos. Cuando Carlitos se recuperó completamente, Jorge Salán no abandonó el grupo, dejando así a Mägo de Oz con tres guitarristas. Por otra parte, el bajista Sergio Martínez abandona la agrupación para incorporarse a Mr. Rock, siendo reemplazado por Luis Miguel Navalón. No obstante, Navalón actuó en algunos conciertos, pero fue sustituido rápidamente por el segoviano Pedro Díaz "Peri".

### Polémica discográfica,Gaia II: La Voz Dormida,RarezasyThe Best Oz(2005-2006)
El 20 de abril de 2005 la banda acaba su contrato con la que fue su discográfica hasta ese momento, Locomotive Music, y firma con Warner DRO. Sin embargo Locomotive Music, sin autorización de la banda, lanza en mayo de ese mismo año el disco Madrid Las Ventas, disco grabado en directo en la plaza de toros madrileña de Las Ventas.
Hacia finales de ese año, y tras problemas causados por la discográfica anterior, el 14 de noviembre de 2005 se publica Gaia II: La voz dormida, con el que dieron un toque más atrevido, y según algunos «satánico», con la fuerte crítica a la Iglesia católica en canciones como «En nombre de Dios» o «La cantata del diablo (Missit me dominus)», esta última con la colaboración de Víctor García (WarCry) y Leo Jiménez. Su primer sencillo fue «La posada de los muertos», seguido de «Hoy toca ser feliz» y «Diabulus in música». Debido a su éxito, el disco llegó a ser tercero en ventas con más de 250.000 copias vendidas, ganando así Disco de Oro, y luego de Platino, el cual fue entregado en 2006 por la ministra de Cultura, Carmen Calvo, siendo la primera vez que un político entrega un disco de platino a una banda en España. Además, hacia finales de ese año, la banda también lanza su página web oficial a la par que inicia acciones legales en contra de Locomotive Music por sus constantes usos sin autorización hacia la música del conjunto.
No sin pocas polémicas por este último disco, en 2006 Mägo de Oz se embarca en una nueva gira, titulada «Gaia la Boca Tour '06», la cual también contaría con una nueva escenografía, esta vez, una catedral medieval. Sin embargo, a causa de agotamiento y de compromisos a los que tenía que dedicar su tiempo, Txus decide abandonar la banda temporalmente a partir de julio de ese año. La gira, que también incluyó gran parte de Hispanoamérica y parte de Estados Unidos, contó a partir de entonces con el baterista Joaquín Arellano «El Niño», sustituyendo a Txus. El 8 de septiembre del mismo año, Txus volvería a la banda con su reaparición en el concierto que el grupo ofreció en Rivas-Vaciamadrid. Mientras están de gira, el productor y buen amigo de la banda, Big Simon, fallece por cáncer de páncreas, y debido a esto, Mägo de Oz se une con otras bandas para componer y grabar la canción «Y serás canción» como homenaje póstumo. Además, y de nuevo en contra del deseo de la banda, Locomotive Music lanza un álbum, esta vez recopilatorio y titulado Rarezas.
El 23 de octubre de 2006, Txus estrena su libro El cementerio de los versos perdidos con una recopilación de 50 poemas y un disco, todos de su propia autoría y acompañado de la música de Juanmi Rodríguez (Cuatro Gatos), que incluye temas originales y grabado con artistas de otros grupos, como Savia o Saratoga. Este álbum salió bajo el sello de Pägana Records, firma creada por el grupo Mägo de Oz y que reside bajo la tutela de Warner DRO.
Ya finalizando ese año, y en forma de protesta contra el álbum Rarezas, el 5 de diciembre de 2006, Mägo de Oz saca un recopilatorio titulado The Best Oz, que incluye en su edición especial tres CD y un DVD. Se lanzó también la versión sencilla de este recopilado con solo dos discos y a la que se le llamó Rock'n'Oz. En su primera semana dicho recopilatorio vendió más de 45 mil copias. Poco después el artista chileno Fernando Ubiergo acusó a la banda de plagio, pues la canción «Para ella» contenía material de la canción «Agosto era 21»; la banda se defendió atribuyendo esto a un error de tipografía.

### Disputa legal,Grandes Éxitos,A Costa Da MorteyLa ciudad de los árboles(2007-2008)

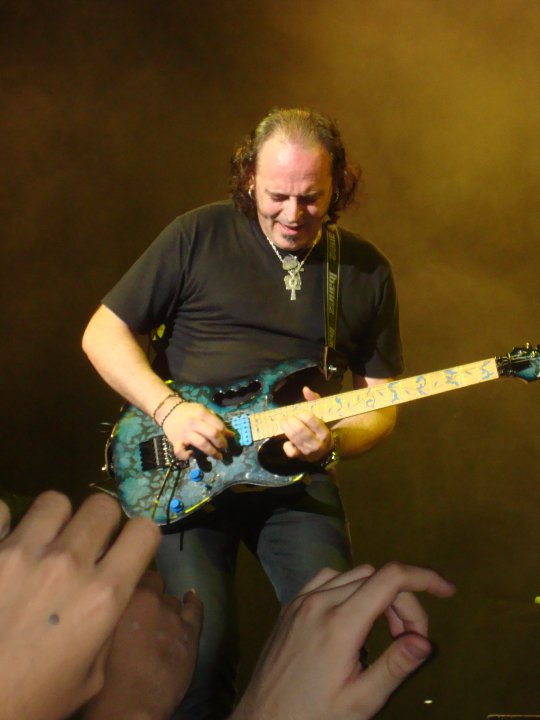
Carlitos tocando en vivo.

El 1 de mayo de 2007 empiezan un festival organizado por Pägana Records llamado Mägo de Oz Fest, en cuatro ciudades diferentes, con artistas invitados como U.D.O., WarCry, Liberkía, Maligno, Onassis Day, Agora y Cage. La gira se extendió con el nombre de «Hasta que el cuerpo aguante Tour 2007», por otros puntos de México, Estados Unidos, Argentina, Chile, Nicaragua y por España.
El 16 de octubre presentan «Y ahora voy a salir (Ranxeira)», primer sencillo de su nuevo álbum, ya con la integración definitiva de Patricia Tapia (excantante del grupo Nexx) a Mägo de Oz. El 6 de noviembre de 2007, sale el disco, La ciudad de los árboles. El último sencillo junto con su respectivo vídeo promocional sería «Deja de llorar (y vuélvete a levantar)», seguido del videoclip de «Y ahora voy a salir (Ranxeira)». El disco llegó a ser número 1 en ventas en España y alcanzó buenas ventas en América.
El 26 de enero de 2008 se anuncia la partida temporal de Sergio Cisneros «Kiskilla» de la banda, para dedicarse a su familia y a su pequeño hijo recién nacido. El descanso del teclista se efectuaría durante la gira americana del disco La ciudad de los árboles llamada «Borriquito como Tour» y, como dato curioso, cabe mencionar que el actual teclista de la banda, Javier Diez, sustituyó temporalmente a Kiskilla durante este tour. Sería también la primera vez que visitarían países europeos como Italia, donde fueron cabeza de cartel con una gran acogida. Durante la gira de 2008 sufrieron las bajas de Frank y Kiskilla por problemas de salud y familiares respectivamente, pero volvieron a incorporarse en breve. Esta gira les llevó también a lugares en los que aún no habían tocado como EE. UU.
Según la agrupación, La ciudad de los árboles es su disco más «canalla», y es catalogado por muchos fanes como el disco más «blando» y menos «heavy» de la banda. Aun así, meses más tarde, obtuvieron un disco de Diamante por la venta de 1.000.000 de copias en su carrera. El disco fue entregado por Alaska y Mariskal Romero.

### Cierre de la trilogía,Gaia III: Atlantia(2009-2010)
Para celebrar su vigésimo aniversario de carrera musical, Mägo de Oz realiza una gira bautizada como «La Leyenda de la Mancha Tour», donde el quinteto original (Txus, José, Frank, Moha y Carlitos) junto a Peri interpretan temas de sus primeros álbumes. Según declaraciones de Txus a la revista Requiem de Argentina: «Es porque hay mucha fanática muy joven que nos ha visto esa época en que estábamos muy desnudos instrumentalmente. No teníamos flauta, teclados, coros, toda esa pomposidad que hoy caracteriza a Mägo de Oz. Queríamos también un poco hacer un ejercicio de humildad de volver a los antros pequeños y cómodos». La gira se extiende por unas cuantas fechas en Latinoamérica.
A finales de noviembre dieron a conocer en su página web oficial el lanzamiento del libro gráfico Mägo de Oz en imágenes, el cual sería lanzado en diciembre e incluye más de 300 fotos en vivo, tomadas por Carmen Molina, su fotógrafa oficial en directo, además de varias entrevistas con compañeros músicos del grupo.
Gaia III: Atlantia fue publicado el 6 de abril de 2010 y fue la tercera y última parte de la trilogía Gaia. «Que el viento sople a tu favor» sería el primer sencillo del álbum. El disco contó con la colaboración de artistas como Kutxi Romero, Leo Jiménez, Carlos Escobedo y Tete Novoa. Este disco narra el fin de la civilización debido al egoísmo y la ambición del ser humano, haciendo referencia a la Atlántida, ciudad que fue tragada por el mar. Fue número 1 en ventas en España por dos semanas seguidas, y tuvo una gran acogida en el resto del mundo.
La primera actuación en vivo con los temas del nuevo disco se realizó en México, en la ciudad de Monterrey. Posteriormente actuaron en el festival Vive Latino en la Ciudad de México, y poco después participarían en el festival Rock in Rio en Madrid. La gira del nuevo disco, Gaia III: Atlantia, se llamó «aGAIAte que vienen curvas», y se realizó por toda España y posteriormente por Sudamérica, y comenzó el 28 de junio en el festival Rock de Cervantes.
El 26 de junio de 2010, coincidiendo con la actuación del grupo en la primera edición del Rock de Cervantes, Fernando Ponce se despidió del grupo y presentó a Josema, el nuevo flautista del grupo.
El 30 de noviembre de 2010, salió a la venta el disco Gaia: Epílogo, compuesto por diez canciones que quedaron fuera de la trilogía Gaia por diversos motivos. A finales del año 2010, Mägo de Oz lanzaron un box set edición especial compuesto por el disco Gaia III: Atlantia, el Gaia: Epílogo y un DVD con los videoclips que comprenden a Gaia III, el making off del disco y otras cosas más. En la gira «Epílogo-Narigólogo Tour 2011», hicieron un recopilatorio de Gaia, Gaia II: La voz dormida, Gaia III: Atlantia y Gaia: Epílogo.

### Partida de José Andrëa y búsqueda del nuevo vocalista,Love and Oz(2011-2012)
Aunque la gira para 2011 «Epílogo-Narigólogo Tour 2011» había sido anunciada como la gira de la trilogía de Gaia, finalmente se realizó incluyendo temas de álbumes fuera de la trilogía. La gira recorre, al igual que la mayoría, varios países de América. Posteriormente se realiza una segunda gira en 2011 que resultó ser la última del grupo junto con su hasta entonces cantante José Andrëa.
El 24 de octubre de 2011 Mägo de oz anuncia con un comunicado a través de su página web que José Andrëa y Mägo de oz rompen su relación artística de manera «amistosa» y de acuerdo mutuo, anunciando además que las presentaciones de la segunda gira de 2011 serían las últimas del grupo con José Andrëa.

¿Qué os puedo decir?, no sé cómo hacerlo, creo que lo más directo es lo más fácil...

Hace tiempo que Uróboros me llama......

José Andrëa.
 Comunicado oficial de Mägo de Oz, 2011

En la gira de despedida de José Andrëa, entre España y América, se llenaron casi todos los recintos en las presentaciones.[cita requerida] La gira recorrió América comenzando por el sur del continente agotando las entradas en la mayoría de los conciertos,[cita requerida] como los ofrecidos en Santiago de Chile el 16 de noviembre, Ciudad de México el 17 de diciembre o en Texcoco (México) el 18 de diciembre. Uno de los conciertos más memorables por los fanáticos[¿quién?] fue el que se dio en la ciudad de La Paz (ciudad natal de José) el 2 de diciembre, donde casi 10000 personas demostraron todo el cariño a la banda, especialmente a José. Según palabras de la banda fue un concierto que jamás olvidarán.[cita requerida] En ese concierto la ministra de Culturas le hizo un reconocimiento de parte del gobierno boliviano y además el padre y hermanos de José estuvieron presentes.
El 17 de diciembre se abarrota la Plaza de Toros de México, D.F. e igualmente el Estadio Neza 86 de Nezahualcóyotl en el Estado de México, donde Mägo de Oz decidió terminar esta gira por ser esa la primera ciudad americana en la que tocaron. Este concierto fue además una forma de agradecimiento a los fans que les abrieron el corazón en los barrios humildes y trabajadores de México, como Iztapalapa, Ecatepec, Tlalnepantla, Cuautitlán Izcalli, Coacalco, Tláhuac y la misma Ciudad Nezahualcóyotl, ya que admitían[cita requerida] que se habían alejado de sus raíces para tocar en enormes lugares como la Plaza de Toros México y el Auditorio Nacional. José Andrëa declaró en una entrevista que es una manera de ver que «Todo termina donde empezó».[cita requerida] En dicha última presentación con José, la banda contrató a un conjunto de Mariachi para tocar «Las golondrinas» a José Andrëa y «México lindo y querido» en honor a los fans mexicanos. La presentación incluyó fuegos artificiales.
Los motivos de la salida del cantante no estuvieron del todo esclarecidos en el momento del anuncio, pero se fueron conociendo a través de entrevistas al cantante sobre el tema. En una entrevista para The Metal Circus explicó por qué abandonó Mägo de oz:

- Txus siempre ha tenido un papel más controlador en Mägo de Oz: era su banda, lógicamente. ¿Ha contribuido eso a que no tuvieras autonomía suficiente en la banda y te molestaras?

-No, no ha habido ningún problema durante mucho tiempo. El tema al final es de convivencia, de muchos años aguantándonos. Que pones una servilleta en la mesa y generas una discusión sobre la base de cosas que venían de más atrás. No era un tema de ego. Cada uno tenía muy claro su papel. Uno se dedicaba a marketing, otro a comercial, otro a administración…¿pero esto qué es? ¿Un grupo de rock o qué es? Confundir empresa con grupo fue lo que me quemó. Al final hubo un enfrentamiento porque yo intentaba cambiar el rumbo y ellos querían seguir por el mismo. Al final, quedó claro que el que sobraba era yo, así que me fui.
 Entrevista a José Andrëa por The Metal Circus.

En 2013, casi dos años después de la salida de José Andrëa, Txus concedió una entrevista -nuevamente- para The Metal Circus en la cual indica otra de las razones por las cuales José dejó la banda. Aunque la pregunta a ciencia cierta no fue enfocada en el tema de la salida de José, Txus dijo:

"Teníamos la posibilidad de responder a la pregunta: “¿Quieres vivir como Paul Stanley? ¡Sí!”. Lo que pasó luego es que con “Finisterra” vendimos muchísimos discos, empezamos a salir en los 40 Principales, Cadena 100, discos multiplatino y entonces ya se acabó la diversión y empezó lo aburrido. Que es lo profesional. Ahora de fiesta ya no somos ni la mitad de lo que fuimos. Primero por la edad, ya no nos aguanta el cuerpo. Y luego, porque si estás tocando, por ejemplo, en Las Ventas de Madrid... tienes que salir bien. Por eso José ya no está en la banda. No llegó a entender que había que parar. Y después del concierto... venga, lo que tú quieras. Pero antes y durante el concierto hay que cuidarse”.
 Entrevista a Txus Di Fellatio por The Metal Circus.

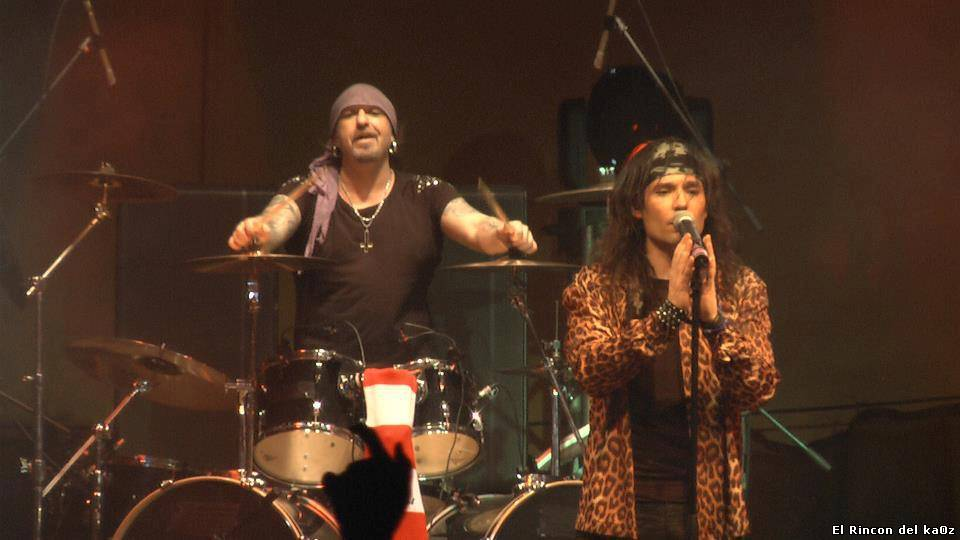
Txus di Fellatio y Zeta durante el primer concierto de Zeta en Guatemala 2013.

El 11 de noviembre del 2011 en un comunicado de la página oficial del grupo se anunció la salida de un nuevo disco, titulado Love and Oz, que sería la recopilación de las mejores baladas del grupo, y dos nuevas canciones. Salió a la venta el 13 de diciembre. Este es el último disco de José Andrëa con Mägo de Oz.
En abril del año siguiente, se publicaba un comunicado oficial anunciando que Peri y Kiskilla dejarían la banda, debido a que marcharían a acompañar a José Andrea a su nueva banda, Uróboros.
En una gran contradicción a las declaraciones de Txus en una entrevista pasada (en la cual dijo que el cantante ya estaba elegido hace tiempo y ya estaban componiendo), el día miércoles 30 de mayo del 2012 se publicó en la página oficial del grupo:

"Casting Vocalista Mägo de Oz"
Seguimos buscando un vocalista para Mägo de Oz.
Si quieres participar en el casting, descárgate los siguientes playbacks (temas sin voz), que contienen 6 fragmentos de algunos de nuestros temas y, una vez tengas una grabación con tu propia voz, envíanosla cuanto antes, adjuntando tus datos y una foto reciente.
El grupo mientras, continúa trabajando en su próximo disco !!!
Gracias por colaborar con nosotros !
"We must be over the rainbow"

- Mägo de Oz -
 Comunicado oficial de Mägo de Oz, 2012

Después de una mediana espera se reveló, a través del sitio Rafabasa.com y la web oficial del grupo, quiénes serían los nuevos integrantes de Mägo de Oz. Finalmente quedaría Fernando Mainer (miembro de Tako) como nuevo bajista (sustituyendo a Peri) y Javi Diez (que ya había participado anteriormente en el "Borriquito como Tour 2008" con la banda) a los teclados (sustituyendo a Kiskilla).
El 12 de agosto del 2012 fue revelado en la página oficial el que sería el nuevo cantante del grupo, Javier Domínguez "Zeta", y se subieron pequeños extractos de canciones antiguas cantadas por Zeta para dar una muestra de presentación a todos los fans.
Mägo de Oz permaneció en los estudios Cube varios meses, en donde se dio forma a su nuevo disco titulado Hechizos, pócimas y brujería. El día 26 de octubre de 2012 finalmente se revela través de la página oficial del grupo la lista de canciones y la portada de su nuevo trabajo.
El 10 de octubre de este mismo año, en una entrevista realizada a Txus en Rafabasa.com se confirmó el 27 de noviembre como la fecha de salida de su nuevo disco. El 15 de octubre a las 23:58, se publicó un tráiler llamado: "Y al tercero... resucitó" en donde se reveló el nombre del disco y el nuevo sencillo, del cual el 31 de octubre se estrenó videoclip titulado Xanandra.[cita requerida]
Aún con la incertidumbre de lanzar un nuevo cantante, la banda consiguió amontonar a fans en largas colas de firmas de discos, llegando a ser el octavo álbum más vendido en España.

### Primera gira con Zeta (Hechizos, Pócimas y Brujería) y 25º aniversario,Celtic Land(2013)
La gira de este último disco se llama Brujería, brujería (tan dentro del alma mía) Tour 2013 y comenzó en febrero del 2013 en Hispanoamérica para luego seguir con España. Esta es la primera gira con su nuevo vocalista. El 5 de abril, con un evento especial en la Sala We Rock de Madrid es estrenado su nuevo videoclip, "H2OZ", el cual fue dirigido por Mario Ruiz de Krea Film Producciones, en el que los integrantes de la banda actúan como superhéroes que buscan la robada pócima del poder musical de Mägo de Oz, llamada H2OZ.
Durante la gira, fue grabado el vídeo de El Libro de las Sombras, en el Monumental Plaza de Toros en México, el 20 de abril.
El día 7 de julio de 2013, fue publicada en la página oficial un comunicado de Txus en el cual hace una pequeña reseña al 25 Aniversario del grupo. Adjunta también, una pequeña y aparente sentida disculpa a José Andrëa por las reiteradas, y variadas, difamaciones y declaraciones controversiales que ocurrieron en el año posterior a la salida de José de Mägo. Esto fue lo que se publicó:

“Durante estos días, pero hace la friolera de 25 años, un muy buen amigo de la infancia y de mi adolescencia, (él era como lo más parecido a un hermano mayor) y este poeta loco decidieron invertir en sueños, apostar por las melodías y montar una banda de Rock/Heavy para en ella gastarnos hasta el último gramo de ilusión, imaginación y trabajo. El camino de baldosas amarillas ha sido largo y lleno de emociones, con alguna lágrima y más de una despedida... Hoy les escribo este texto echando la vista atrás y no puedo más que estarle agradecido a la vida por todos estos años. Queremos dar las gracias a todos los músicos, técnicos, manager, compañías discográficas, periodistas y a tanta gente que ha invertido horas y esfuerzo en este proyecto. Ya va siendo hora también de olvidarme y olvidarnos de luchas estúpidas y enterrar el hacha de guerra. Me he dado cuenta que la vida es demasiado corta para malgastarla en acusaciones que solo hacen daño a ambas partes, por lo tanto: También te doy las gracias Jose por haber formado parte de Mägo de Oz y por habernos dado tanto. De corazón, suerte en tus proyectos y desde aquí, delante de todos nuestros fans te pido disculpas por la parte que me toca y a tu familia (pues ellos son siempre los que más sufren). Es hora de celebrar, de que la alegría nos contagie. Nosotros seguiremos con nuestros aciertos y errores, con nuestras virtudes y defectos. Amando a esa mujer mágica que nos tiene cautivo el corazón y que nos acaricia el alma, la música. Gracias a todos nuestros fans en todo el mundo por apoyarnos y por creer que existe una forma diferente de entender la música y la vida: MÄGO DE OZ” “Sin vosotros seríamos silencio” We must be over the rainbow Txus “El príncipe de la dulce pena”
Comunicado oficial Mägo de Oz, 2013

El 3 de noviembre del mismo año se presentan en el Mago de Oz Fest Colombia donde se contó con la participación de bandas como Rata Blanca, Kraken, Bürdel King, Sherpa y Krönös. Además, se confirmó que como celebración de sus 25 años, para navidades se pondría a la venta el libro Mago de Oz en imágenes II a cargo de la fotógrafa oficial del grupo, Carmen Molina.
El 11 de noviembre se publicó el primer sencillo del álbum Celtic Land, titulado «Fiesta pagana 2.0», una regrabación de «Fiesta pagana», en la que intervienen varios artistas tales como Leo Jiménez, Víctor García, Carlos Escobedo, entre otros. El videoclip de dicha canción alcanzó en menos de 48 horas las 270.000 reproducciones en YouTube.

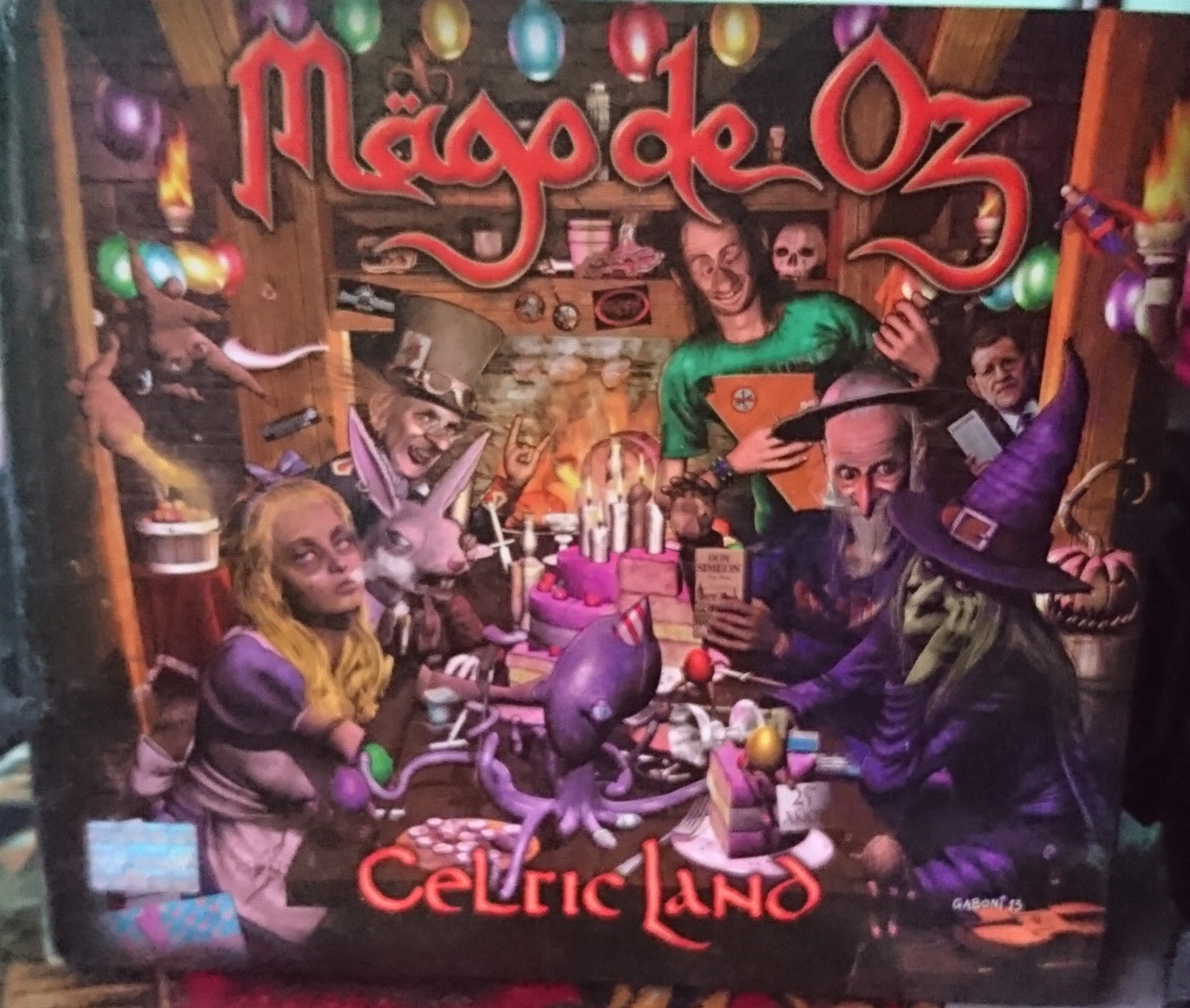
Mägo de Oz Celtic Land

Celtic Land es el recopilatorio oficial publicado el 13 de noviembre de 2013, fue creado para celebrar los 25 años de la creación del grupo, y consta de dos discos, el primero son varios de sus éxitos pero cantados en inglés con artistas reconocidos de Europa, tales como Jonne Järvelä de Korpiklaani, Damnagoras de Elvenking, Eric Martín de Mr. Big, Ralf Scheepers de Primal Fear, Paul Shortino de King Kobra y ex-Quiet Riot entre otros más. El segundo disco contiene varios de sus éxitos con José Andrëa y con Z cantados y algunos remasterizados por artistas como Leo Jiménez, Víctor García, Cristian Bertonceli... etc. El disco fue vendido internacionalmente en países en los que la banda era desconocida como Inglaterra o Japón, entre otros.

### Ilussia,Finisterra Opera RockyDemos EP(2014-2016)
Ilussia salió a la venta el 21 de octubre del 2014 y es un disco conceptual. Grabado En los estudios Cube de Madrid, como es ya de costumbre.
El estilo del disco es un "Circense-Steampunk" y la portada fue dibujada, como lo es habitualmente, por Gaboni. La historia del disco ha sido escrita por Txus con ayuda de Mario Ruiz de Krea Films. Y trata de dos hermanos que jugando al escondite en un bosque abandonado por la mano del hombre. La menor de estos se encuentra con Skippy, un payaso que le dice que los circos se alimentan de sonrisas y aplausos. Y la invita a su circo, el "Circo Ilussia". Intrigada, la muchacha, le acompaña...
El disco contó con un DVD el cual traía un cortometraje cinematográfico dónde se narraba la historia citada anteriormente. Lo realmente interesante fue que en la gira promocional de Ilussia se entregaban gafas 3D para poder disfrutar del cortometraje en 3D.
El disco cuenta con la colaboración especial de la soprano Pilar Jurado en las canciones "Pensatorium" e "Ilussia" y ha sido definido por Txus como "El disco que debió ser Gaia III: Atlantia"
Coincidiendo con el 15 aniversario del disco doble de Finisterra, Mägo de Oz se reúnen en el estudio para adaptarla al sonido actual de la banda, rodeados de innumerables colaboraciones. El disco salió a la venta en noviembre de 2015 y en él se revisita todo el disco con la voz de su nuevo cantante, Zeta.
Demos es un EP entregado a las 500 primeras entradas del concierto de Finisterra Opera Rock en La Riviera de Madrid el cual contiene 3 canciones: Revolución (Cover de Patricia Tapia KHY), Stronger (Demo en inglés de la canción Salvaje de Ilussia) y Mistery (Demo en inglés de la canción Si Supieras... de Ilussia)

### Aniversario por los 30 años,Diabulus in Operay nuevo guitarrista (2017-2018)
En una entrevista hecha para MariskalRock en octubre del 2016, Txus anunció que la banda estaba preparando un concierto junto a la Orquesta Sinfónica de México en la Arena Ciudad de México, bajo el nombre Diabulus in Opera, el cual sería grabado en formato de DVD. Dicho concierto se terminó realizando el 6 de mayo de 2017 contando con más de 18.000 personas, llenando por completo el coliseo. El listado de canciones del concierto no fue uno habitual que la banda haya utilizado con anterioridad, cambiando sus temas más representativos por unos más complejos y acoplados a la orquesta sinfónica. Se recalca la participación en el concierto de Leo Jiménez como vocalista en «La Cantata del Diablo (Missit me Dominus)», de Manuel Seoane como guitarrista en «Sueños Dormidos» y «La Cantata del Diablo (Missit me Dominus)», y de Anono como baterista en «No Pares (De Oír Rock & Roll)». Además, por primera vez en la historia, «Molinos de viento» no se interpreta en un concierto de la banda desde su salida en 1998.
El día 21 de septiembre de 2017, se estrena el primer adelanto de Diabulus in Opera «La Cantata del Diablo (Missit me Dominus)» en las plataformas de Youtube, Deezer y Spotify, alcanzando más de 100.000 visualizaciones en Youtube en menos de 12 horas. El segundo adelanto del DVD fue «Gaia» el 10 de octubre, y finalmente «La Costa Del Silencio» como sencillo el 26 de octubre. Luego de recibir numerosas críticas positivas por sus tres adelantos, Diabulus in Opera adelanta su salida un año antes de lo esperado, lanzándose finalmente el 27 de octubre del 2017, alcanzando el primer lugar en ventas en México durante la primera semana, y el cuarto en España, suponiendo un resurgimiento de la banda a nivel comercial.
En una entrevista a RafaBasa, Txus declaró que se realizaría un tributo a Mägo de Oz por sus 30 años en el mundo musical. Este tributo llegó en formato de álbum de estudio y se tituló ¡Stay Oz! (Hasta que el cuerpo aguante), producido por la nueva marca discográfica del grupo Songs of Evil, creada en un inicio para la producción del álbum Somnia de Débler. El disco salió a la venta el día 27 de abril de 2018, y contó con una firma de discos en Leganés, donde estuvieron firmando autógrafos Leo Jiménez, Alberto Rionda (Avalanch), Tete Novoa (Saratoga), Víctor de Andrés (Zenobia), Rubén Kelsen (Débler), Patricia Tapia, Javier Larumbe (Taken), Zarach Llach (Lèpoka) y Diego Palacio y Xana Lavey (Celtian), quienes formaron parte del disco tributo. También, como parte de la celebración de los 30 años, el día 17 de octubre, la banda anunció desde su página web la salida de un disco recopilatorio titulado 30 años, 30 canciones, el cual recopila los mayores éxitos de la banda más dos versiones inéditas interpretadas por Zeta, y la versión de «El libro de las sombras» adaptada al opening de la serie de El Rubius Virtual Hero.
El día 30 de noviembre de 2018, se anunció mediante el sitio web oficial de la banda el fichaje de Manuel Seoane como tercer guitarrista, debido a la complejidad de algunos temas al momento de ser interpretados en directo, pasando a ser un miembro oficial.

### Ira Dei, salida de Carlitos y Frank, incorporación de Víctor de Andrës yBandera Negra(2019-2021)
En una entrevista a RafaBasa, Txus declaró que el siguiente álbum de estudio de la banda sería la continuación temática de Jesús de Chamberí, manteniendo un contexto apocalíptico similar a Gaia II: La voz dormida. Este trabajo, a diferencia de Diabulus in Opera, se retrasó casi un año en su lanzamiento. Finalmente fue publicado el 8 de marzo de 2019 bajo el nombre Ira Dei con un formato de disco doble, contando con 18 canciones y una duración de 92 minutos.
Si bien un fragmento de la canción «El séptimo sello» fue lanzado el 26 de noviembre de 2018 a través del portal web RafaBasa, no fue si no hasta el día 3 de enero que se estrenó el primer adelanto oficial de Ira Dei, que terminó siendo «La cantiga de las brujas» —tema en el que colabora Diva Satánica—por decisión del grupo tras el apoyo de sus seguidores en una audición de posibles singles celebrada el 28 de septiembre de 2018. Por la misma web RafaBasa, el día 24 de enero, se da a conocer la portada de Ira Dei, generando polémica a nivel general debido a la aparición de la actriz pornográfica Apolonia Lapiedra siendo crucificada, quien también sirvió de modelo en los videoclips e historia conceptual del álbum. Otros fragmentos de Ira Dei fueron publicados en diferentes entrevistas de RafaBasa hasta el día 7 de marzo de 2019, cuando el grupo lanzó el videoclip de «Te traeré el horizonte», cuatro horas antes de la salida del disco.
Ira Dei fue un éxito en ventas en México y España.
Durante la gira del último disco, el 13 de febrero de 2020, se anunció que Carlitos y Frank dejarían de ser parte de la formación oficial de Mägo de Oz. La banda evitó referirse o explicar los detalles que llevaron a la salida de ambos guitarristas del conjunto para crear el grupo Runa Llena. Fue sólo un comunicado en redes sociales la explicación oficial de su salida.

Hola amig@s!!

Hay momentos en la vida en los que sólo queda un camino que seguir. Han sido muchos años disfrutando y amando nuestro trabajo, y muchas las experiencias y las emociones vividas que jamás olvidaremos. Por ello, os queremos dar las gracias a tod@s vosotr@s, y también por sentir vuestro apoyo y cariño en todo momento.
Esperamos veros pronto en los escenarios y trasmitiros la ilusión por la Música que nunca hemos perdido.
Gracias Mägo de Oz, por ser parte de nuestras vidas. ¡¡Larga vida!!

-Carlitos y Frank-
Carlitos y Frank,2020

Horas después del anuncio, el portal web Mariskal Rock haría pública una entrevista a José Andrëa, dónde el excantante del grupo, esclareció que el quiebre entre los guitarristas y Txus Di Fellatio se debió a un largo litigio por la autoría del nombre del grupo:

“Ya lo veía venir, es por lo del nombre, que se lo quedó Txus cuando se fueron para México. Los otros litigaron con él y, obviamente, han perdido el juicio. [...] Estos llevan como seis meses litigando. El Moha se puso de perfil, como siempre, pero Carlitos y Frank intentaron decir “Tío, has registrado el nombre aquí a escondidas”.
José Andrëa para Mariskal Rock, 2020

. 
Más tarde los mismos Carlitos y Frank desmintieron los dichos de José, aclarado por MariscalRock.com en este artículo
.Fue debido a la abrupta salida de los guitarristas que los conciertos que estaban planeados para realizarse debieron ser aplazados.
Días más tarde, el 18 de febrero de 2020, estrenan el videoclip oficial de la canción «Tu Funeral» para anunciar y presentar a Víctor de Andrés (Ex-Zenobia) como el nuevo segundo guitarrista de la banda.
Las giras "Apocalipsis Tour" y "Tour Funeral" fueron aplazadas debido a la pandemia por Coronavirus. Este tiempo fue utilizado por la banda para grabar un nuevo álbum que fue revelado al público el 29 de noviembre mediante un comunicado en sus redes sociales, este nuevo trabajo tiene como título "Bandera Negra" y salió a la venta en septiembre de 2021.
El primer sencillo de "Bandera Negra" fue revelado el 3 de diciembre con el nombre "El Cervezo (El Árbol de la Birra)" alcanzando tendencia en varios países de habla hispana en plataforma de YouTube así como 500.000 visualizaciones en seis días significando un total éxito, celebrando la banda desde su web oficial.
El segundo sencillo de "Bandera Negra" fue "Tu madre es una cabra" con la colaboración de La pegatina, fue presentado en la Nochevieja en el programa especial de RTVE, fue tendencia en YouTube, alcanzando las 300.000 visualizaciones solo en 3 días de estrenado el vídeo.
El tercer sencillo fue la homónima Bandera Negra presentado en todos los servicios de streaming de la banda junto con un lyric-video presentado en YouTube en donde ya cuenta con más de 800,000 visitas.
El cuarto y último sencillo de Bandera Negra fue "La Dama del Mar" estrenada el 5 de septiembre. Originalmente la canción se presentaría con un videoclip, pero se presentaron problemas con las tomas grabadas, al final la canción se presentó con un video-lyric en el canal oficial de YouTube de la banda. 
Bandera Negra se estrenó el 10 de septiembre de 2021 a nivel mundial en formato físico y en plataformas de streaming musical recaudando críticas generalmente positivas por los fanáticos y especialistas resaltando una dureza más presente en las guitarras gracias a los nuevos guitarristas.

### Love and Oz Vol. 2, 35º aniversario de la banda yDiabulus in Opera II(2022-2023)
El 13 de enero de 2022, Txus anuncia por la página web oficial de la banda la salida de Javi Diez, teclista del grupo, esto debido a complicaciones de salud, también confirmando que el nuevo teclista sería Manuel Ramil, exteclista de Warcry, entre otras agrupaciones.
El 2 de junio de 2022, la banda anuncia por sus redes sociales y su página web el segundo álbum recopilatorio de baladas, Love and Oz, Vol. 2. El 6 de julio de 2022, Mägo de Oz muestra la portada de este álbum, ilustrada por Gaboni, cuyo estilo ya está muy marcado en casi todas las portadas de los discos de esta banda. El 29 de septiembre de 2022, se estrena No me digas adiós, regrabación de una canción del libro de Txus di Fellatio, El cementerio de los versos perdidos, publicado en 2009. El 13 de octubre, se lanzaría Nos han robado la primavera, tema inédito compuesto como homenaje a los fallecidos por la pandemia de COVID-19. El 21 de octubre el álbum es lanzado al mercado, cosechando un gran éxito en ventas.
El 1 de noviembre de 2022, la banda anuncia por su sitio oficial Diabulus in Opera II, secuela de su concierto y álbum en directo de 2017 Diabulus in Opera.
El 25 de noviembre de 2022, Manuel Ramil, teclista de la agrupación, abandonaría Mägo de Oz en cuanto termine su actual gira para centrarse en sus propios proyectos personales, dejando un hueco en la banda.
El 31 de diciembre de 2022, se anuncia el ¡Hasta que el cuerpo aguante! Tour, la gira de conciertos de la banda para 2023. Además, se anunció que Jorge Salán, anterior guitarrista de la banda, se unirá en los conciertos de esta gira a tocar para conmemorar el 35 aniversario. Junto con este anuncio, también se dijo que Manuel Seoane no estaría en los conciertos de la gira debido al debut de su proyecto personal, Delalma, aunque estará en los conciertos del Diabulus in Opera II.
El 18 de febrero de 2023, la agrupación anuncia al nuevo teclista, Francesco Antonelli.

### Salidas de Zeta, Patricia Tapia y Manuel Seoane e incorporación de Rafa Blas y Jorge Salán (2023-presente)
El 17 de marzo de 2023, la página oficial del grupo publicó un artículo en el que se anunciaba que Zeta salía de la agrupación debido a una recaída por problemas de salud. Sin embargo, el mismo día el cantante utilizó su cuenta de Twitter para declarar que se encontraba bien de salud, recuperado totalmente de sus problemas de espalda y esperando el inicio de su nuevo proyecto musical, dejando en duda las verdaderas razones que lo llevaron a salir de Mägo. Apenas una semana después, el grupo, a través de su sitio web, anunciaba también la partida de Patricia Tapia, quien salía por decisión propia debido a que según sus palabras, ya no se sentía identificada ni cómoda con el nuevo rumbo que está tomando la agrupación.
También pocos días más tarde, el 2 de abril, se anunciaba por redes oficiales al nuevo vocalista, Rafa Blas,, además de la reincorporación de Jorge Salán reemplazando así a Manuel Seoane quien saldría de la banda para seguir con su proyecto Delalma.
En la gira 35.º aniversario acompañan también Charly López (Bon Vivant) como vocalista secundario y Tete Novoa como voz principal en ausencia de algunos conciertos de Rafa Blas, debido a los compromisos de éste con su grupo La Edad de Oro del Pop hasta el 30 de octubre y de Alba Moreno en ausencia de algunas actuaciones de Xana Lavey.
La noche del 19 de octubre de 2023 se estrenaba en todas las plataformas al single El sombrerero loco, que supone el primer adelanto del disco Alicia en el Metalverso que salió a la venta el 26 de enero de 2024. Dicha canción supuso el debut de Rafa Blas como cantante en una grabación.

## Temática
Las letras del grupo son muy variadas, casi tanto como su música. Una temática recurrente es el amor, desde muchos puntos de vista, incluyendo la sexualidad («El que quiera entender que entienda», «Siempre», «Adiós Dulcinea», «Quiero morirme en ti»), así como el igualitarismo con claras reivindicaciones sociales y políticas de corte progresista, el ecologismo (especialmente en la trilogía Gaia), la mitología (especialmente en el disco Finisterra), la literatura (llegando a poner nombres de obras literarias como títulos de sus discos y canciones, especialmente en La leyenda de La Mancha) y la religión (especialmente en los discos Jesús de Chamberí, Finisterra, Gaia II: La voz dormida o Ira Dei). Por otra parte, el formato de los álbumes de estudio del grupo suele ser, casi siempre, obras conceptuales con conexión de las canciones entre sí por medio de una historia en común que se va desarrollando de formas diferentes entre canción y canción hasta el final, con una narración escrita de por medio en los libretos de los discos (lo que se conoce comúnmente como álbumes conceptuales, formato que comenzaron con su segundo disco, Jesús de Chamberí, hasta la actualidad).

## Sonido e influencias

### Heavy metal
Iron Maiden, Deep Purple, Helloween y Rainbow, cuatro bandas clásicas del Hard rock y el Heavy, puede decirse que son las que han ejercido un peso mayor en la formación del mundo musical de Mägo de Oz en su vertiente más heavy y potente. Rainbow ha sido un grupo versionado en varias ocasiones por la banda, como ha sucedido con "Gates Of Babylon" o "Rainbow Eyes". En cuanto a Deep Purple, Txus declaraba:

"A Mohamed le tira el rollo más bluesero y psicodélico de Led Zeppelin, pero a mí dentro del Hard rock siempre me ha gustado más Deep Purple. Creo que la influencia de Deep en el Heavy metal fue mucho más importante, incluso por la saga de músicos que pasaron por la banda y los grupos que se formaron a raíz de su separación: Whitesnake, Ian Gillan en solitario, Rainbow...".
Txus di Fellatio, en el número 109 de la revista Heavy/Rock Especial; por Mariano Muniesa (2010) pag. 26color

Iron Maiden y Helloween han sido para Mägo de Oz una influencia tan importante en lo musical (a ellos les ha dedicado Txus canciones y discos) como sobre todo en su idea de grupo y su concepto de espectáculo:

"Los Maiden han sido siempre una referencia vital para mí en el Heavy metal. Además de haber sido fieles siempre a una manera de ser, de no abandonar nunca el Heavy metal incluso cuando a comienzos de los 90 estaba en su peor momento, ellos han sabido crear un personaje, Eddie, que es ya un icono en la historia del rock, una imagen propia, una estética propia, un mundo propio que va desde las portadas de Gaboni a los escenarios que montamos, siempre con ese estilo personal que Iron Maiden dan a todo lo que hacen".
Txus di Fellatio, en el número 109 de la revista Heavy/Rock Especial; por Mariano Muniesa (2010) pag. 26color

### Música folk
Desde los comienzos de la banda, la influencia folk estuvo en Mägo de Oz, en especial cuando Mohamed se unió al grupo como violinista (suya fue la idea de grabar una versión del "Gerdundula" de Status Quo), aunque con la entrada de Fernando Ponce de León como flautista e instrumentista de viento, esa tendencia se potenció en parte, puesto que su entrada en el grupo favoreció la utilización de muchos más instrumentos propios del folk como se puede comprobar escuchando una canción como "El Atrapasueños" del disco "Gaia". En cualquier caso, nombres como Luar Na Lubre, Carlos Núñez, The Chieftains, Milladoiro o Gwendal han aparecido en alguna ocasión en diversas entrevistas que el grupo ha concedido hablando sobre Folk Metal. Precedentes del sonido Mägo por la mezcla de guitarras eléctricas distorsionadas con instrumentos poco ortodoxos para el Metal, y aunque ninguno de ellos despierte especial entusiasmo en Txus, son los españoles Ñu (banda) y Labanda (de este último grupo proviene el ex-flautista Fernando Ponce de León, el ex-tecladista Sergio Cisneros «Kiskilla») y los británicos Jethro Tull (de cuya canción «Kelpie» realizaron un cover adaptado al castellano en su disco Finisterra).

### Otros datos
Cuando ha estado en su punto álgido la controversia Mägo de Oz acerca de su comercialidad, su supuesta "traición" y su deseo de llegar más allá del público metalero, Txus siempre decía:

"Mira, musicalmente Queen es un grupo que obviamente no tiene nada que ver con Mägo de Oz, pero siempre me llamó la atención el hecho de que ellos supieron ser rockeros, tener el prestigio de toda la gente del rock pero siendo al mismo tiempo un grupo muy comercial, que sonaba en radios y hacían unos singles cojonudos. Yo querría que Mägo de Oz consiguiéramos algo así, que podamos sonar en todo tipo de emisoras, llegar a toda clase de público diferente, sin dejar de ser lo que siempre hemos sido, una banda de Heavy metal y Hard rock".
Txus di Fellatio, en el número 109 de la revista Heavy/Rock Especial; por Mariano Muniesa (2010) pags. 26-27color

En cuanto a sonidos más contemporáneos, si bien en el Heavy metal sus influencias han sido muy clásicas en general, con los años han sido muy permeables a incorporar por ejemplo el Power metal de Helloween y Gamma Ray, la estética gótica a su imagen y aparte de su música (citando a HIM o To/Die/For como referencias), el Industrial Metal de Rammstein y otros grupos que hasta cierto punto pueden equipararse en otros países a lo que Mägo de Oz significan en España, como es el caso de los alemanes In Extremo, con quienes José Andrëa grabó un tema de su último álbum de estudio, los suizos Eluveitie o los fineses Korpiklaani, con quienes han compartido cartel en más de una ocasión en diversos festivales de Folk metal de Europa, y que en algunas entrevistas han reconocido ser grandes seguidores de Mägo de Oz.

## Controversias
En 2005, Mägo de Oz fue sacado de la programación musical de algunas emisoras de radio, como Cadena 100 y Rock&Gol, después del lanzamiento del disco Gaia II: La voz dormida. Txus declaró que creía firmemente que Mägo de Oz fue vetado a dichas emisoras debido a las duras críticas a la Iglesia Católica que aparecen en el disco, ya que Cadena 100 y Rock&Gol pertenecen a la COPE, una cadena regida por instituciones privadas de la Conferencia Episcopal Española, y por extensión de la Iglesia misma. Un caso similar ocurrió con los 40 Principales, donde Mägo de Oz no apareció a pesar de haber conseguido suficientes ventas en Gaia II.
A inicios de 2007, el cantautor chileno y entonces director de la Sociedad Chilena del Derecho de Autor, Fernando Ubiergo, demandó en 2007 a Mägo de Oz, acusándoles de plagiar su canción "Cuando agosto era 21" bajo el nombre de "Para ella" en el disco Rarezas Auténticas, basándose en las similitudes casi textuales entre la letra de ambas canciones. El grupo se defendió argumentando que desconocían la autoría de la canción cuando fue versionada, así como que se debió a un error tipográfico el que figurasen Txus y Juanma en lugar de Ubiergo en la atribución de la letra cuando supieron su autor. Ubiergo expresó su poco convencimiento ante este comunicado, mientras que los fanáticos de Mägo de Oz le acusaron de intentar ganar notoriedad internacional mediante este incidente. Finalmente, el juicio llegó a su fin en julio del mismo año, después de haber llegado a un acuerdo satisfactorio para ambas partes. Este incidente se sumó a las múltiples acusaciones de plagio que han salpicado periódicamente su carrera.

## Miembros
- Jesús María Hernández Gil "Txus di Fellatio" - Batería (1988-presente)
- Carlos Prieto "Mohamed" - Violín (1992-presente)
- Rafa Blas: Voz (2023-presente)
- Víctor de Andrés: Guitarra solista/rítmica (2020-presente)
- Ix Valieri - Guitarra solista/rítmica (2024-presente)
- Jorge Salán - Guitarra solista/rítmica (2004-2008) (2023-presente)
- Fernando Mainer - Bajo (2012-presente)
- Francesco Antonelli: Teclados, sintetizadores (2023-presente)
- Diego Palacio - Flauta travesera (2024-presente)
- Xana Lavey - Segunda Voz (2024-presente)

### Bajistas
- David: Bajo (1988-1989)
- Salva García: Bajo (1989-2002)
- Sergio Martínez: Bajo (2003-2004)
- Luis Miguel Navalon: Bajo (2005)
- Pedro Díaz "Peri": Bajo (2005-2012)

### Guitarristas
- Pedro Pablo Díaz "Piter" : Guitarra solista (1988-1990)
- José María Alonso "Chema": Guitarra solista y rítmica (1989-1992) y (1993-1995)
- Juan Carlos Quilez "Charlie": Guitarra solista (1992-1993)
- Carlitos: Guitarra solista (1992-2020)
- Frank: Guitarra rítmica y acústica (1995-2020)
- Manuel Seoane: Guitarra solista/rítmica (2018-2023)

### Vocalistas
- Juanma Lobón: Voz (1988-1995)
- Aury Lozano: Voz  (1995)
- José Andrëa: Voz: (1995-2011)
- Patricia Tapia: Voz, coros y voz secundaria (2006-2023)
- Javier Domínguez "Zeta": Voz (2012-2023)
- Rafa Blas: Voz (2023-presente)

### Tecladistas
- Alfonso: Teclados (1989-1992)
- Sergio Cisneros "Kiskilla": Teclados, acordeón y sintetizadores (2000-2012) (Fallecido en 2025)
- Javi Díez: Teclados, sintetizadores, acordeón, guitarra armónica y coros (2012-2021)
- Manuel Ramil: Teclados, sintetizadores (2021-2022)

### Otros Instrumentos
- Tony Corral: Saxofón (1993)
- Fernando Ponce de León: Flauta travesera, whistle, pito castellano y gaita (2000-2010) (Fallecido en 2024)
- José Manuel Pizarro "Josema" - Flauta travesera, whistle, pito castellano, gaita, gaita electrónica (en vivo) y bodhran (2010-2024)

## Discografía

#### Álbumes de estudio
- 1994: Mägo de Oz
- 1996: Jesús de Chamberí
- 1997: La bruja
- 1998: La leyenda de La Mancha
- 2000: Finisterra
- 2003: Gaia
- 2004: Belfast
- 2005: Gaia II: La Voz Dormida
- 2007: La Ciudad de los Árboles
- 2010: Gaia III: Atlantia
- 2012: Hechizos, Pócimas y Brujería
- 2014: Ilussia
- 2015: Finisterra Opera Rock
- 2019: Ira Dei
- 2021: Bandera Negra
- 2024: Alicia en el Metalverso
- 2025: Malicia, la noche de las brujas

## Giras
- 1995: T'Esnucaré Contra'l Bidé Tour
- 1996-1997: Via Crucis Tour
- 1998-1999: The Riichal Tour
- 1999: Molinos de Viento en América
- 2000-2001: Santiago y Vuelca España Tour
- 2002: Apechugando Tour
- 2003-2004: Se Hará Como Pueda... y Encima Llueve Tour
- 2005: Girastasis Tour
- 2005-2006: Gaia la Boca Tour
- 2007: Hasta que el Cuerpo Aguante Tour
- 2008: Borriquito como Tour
- 2009: La Leyenda de la Mancha Tour
- 2010: AGaiate que Vienen Curvas Tour
- 2011: Epílogo-Naringólogo Tour
- 2013: Brujería, Brujería (Tan Dentro del Alma Mía) Tour
- 2014: Esta Gira es un Invierno (Salas o Entras) Tour
- 2015: Ácido Tour (Te Crees que no te he Vizto)
- 2016: Finisterra a la Vista Tour
- 2017-2018: Diábulus in Ópera
- 2018: Gira 30 Aniversario
- 2019-2020: Apocalipsis Tour
- 2021-2022: Al Abordaje Tour
- 2023: ¡Hasta Que El Cuerpo Aguante! Tour
- 2024-2025: Feliz No Cumpleaños Tour